# Sofie Van Houtven
Sofie Van Houtven (ur. 3 sierpnia 1987 w Bonheiden) – belgijska piłkarka, grająca na pozycji bramkarza, wielokrotna reprezentantka Belgii.

## Kariera piłkarska

### Kariera klubowa
Wychowanka klubów KVC Booischot i Astrio Begijnendijk. Rozpoczęła swoją karierę zawodową w Anderlechcie. W 2004 została zaproszona do Standardu Liège, w którym grała przez 7 sezonów. Sezon 2011/12 spędziła w DVC Eva’s Tienen. Następnie przeniosła się do K Beerschot AC. Po roku dołączyła do V Zonhoven. Latem 2014 zasiliła skład O-H Leuven. W 2015 roku została piłkarką KRC Genk Ladies. 1 czerwca 2017 roku podpisała kontrakt z Excelsior/Barendrecht.
W styczniu 2024 ogłoszono, że była piłkarka zostanie nowym trenerem bramkarzy drużyny KRC Genk Ladies.

### Kariera reprezentacyjna
23 kwietnia 2008 roku zadebiutowała w belgiskiej kadrze narodowej w zremisowanym 2:2 meczu z Holenderkami, w którym pod poprzeczką spędziła 90 minut. Wcześniej broniła barw juniorskich reprezentacji Belgii.

## Sukcesy i odznaczenia

### Sukcesy klubowe
Standard Liège
- mistrz Belgii: 2008/09, 2010/11
- zdobywca Pucharu Belgii: 2005/06
- zdobywca Superpucharu Belgii: 2008/09